# Kornhorn
Kornhorn is een dorp in de gemeente Westerkwartier, gelegen in de provincie Groningen in Nederland. De dorpskern ligt aan de N980. Kornhorn telt zo’n 490 inwoners (2023). Het dorp valt vanouds kerkelijk onder Doezum en maakte van 1811 tot 2018 deel uit van de gemeente Grootegast. Bij Kornhorn ligt het gehucht De Snipperij.

## Geschiedenis
Kornhorn (eerder Curringehorn) was vroeger een van de vijf kluften van Doezum. De buurtschap had van alle Doezumer kluften de minste rechten (namelijk drie, vallende op: (Wester) Camminga-stede, Landersma-stede en Gelders-stede) en bestond eeuwenlang waarschijnlijk uit een verzameling van enkele boerderijen. Hieronder vielen dan in ieder geval de drie voorgenoemde edele heerden. Later, grofweg vanaf de 19e eeuw, groeide de buurtschap uit tot een volwaardig dorp. Pas bij de volkstelling van 1930 werd Kornhorn ook officieel als een zelfstandig dorp beschouwd en niet meer bij Doezum gerekend.
De naam Kornhorn is afgeleid van de persoonsnaam Curre met de uitgang -horn ('hoek'). De buurt wordt in 1596 genoemd als up Corriger sandt. De kerkelijke registers van Grootegast en Doezum spreken vanaf 1629 over inwoners te Curinger Horne, daarnaast in 1637 over Curingersant. De vorm Kornhorn zette zich vanaf het einde van de 18e eeuw door. De volksetymologie geeft een andere verklaring. Het dorp heeft "zijn naam van de jagt ontleend", schrijft de schoolmeester van Doezum in 1828, "hier werden in vroeger tijden veel korhoenen gevangen of geschoten".

## Voorzieningen
In Kornhorn is basisschool 'De Groene Borg' gevestigd. Deze samenwerkingsschool is in 2014 ontstaan door de fusie van obs 'Het Middelpunt' uit Noordwijk met cbs 'Maranatha' uit Kornhorn. Vele faciliteiten zijn ondergebracht in multifunctioneel onderkomen ‘t Hornhuus, zoals een café, sporthal, eetgelegenheid en receptiezaal. 
In Kornhorn ligt het natuurgebied Curringherveld, een populaire plek voor wandelaars, waar ook vele culturele activiteiten plaatsen.

## Kerken
Kornhorn telt drie kerkgebouwen, waarvan er nog twee in gebruik zijn. In 1880 werd in Kornhorn een gereformeerde gemeente gevormd, die in 1882 een eigen kerk stichtte. Een deel van de gemeente ging in 1945 over naar de Gereformeerde Kerken vrijgemaakt, samen met het gebouw. De kerk sloot in 2018 zijn deuren. De meerderheid van (synodaal) gereformeerden beschikt sinds 1950 over een eigen kerkgebouw. Daarnaast kent Kornhorn sinds 1903 een christelijk gereformeerde gemeente, die ontstond als afsplitsing van de gereformeerde kerk en sinds 1925 beschikt over een eigen kerk.

## Cultuur
Naast het Standaardnederlands spreken veel inwoners de streektaal Westerkwartiers of Woudfries, een variant van het Fries.
Er is jaarlijks een feestweek met sport en muziek. Meestal  vindt dit plaats in het dorpshuis van Kornhorn.

## Bekende (oud-)inwoners Kornhorn
- Jeroen Trommel (volleyballer)